# Fino all'alba (ti sento)
Fino all'alba (ti sento) è un singolo del cantante italiano Aiello, pubblicato il 25 giugno 2021 come unico estratto dalla riedizione del secondo album in studio Meridionale.

## Descrizione
Il brano è composto da Stefano Tognini e Federica Abbate che compone anche la musica. Il brano è prodotto da Zef e Brail.

## Video musicale
Il videoclip del brano, diretto da Giulio Rosati, è stato pubblicato il 29 giugno 2021 sul canale YouTube di Aiello.

## Tracce
Testi di Antonio Aiello e Federica Abbate, musiche di Federica Abbate e Stefano Tognini.
1. Fino all'alba (ti sento) – 2:27

## Classifiche

### Classifiche di fine anno
| Classifica (2021) | Posizione massima |
| ----------------- | ----------------- |
| Albania           | 58                |